# Жабинці (Новоушицька селищна громада)
Жабинці́ — село в Україні, у Новоушицькій селищній територіальній громаді Кам'янець-Подільського району Хмельницької області.

## Етимологія
За М. Крищуком, у назві села передано характер тваринного світу, який домінував у цих місцевостях. І. В. Гарнага вважає, що назва утворена від прізвиська засновника поселення. 

## Символіка

### Герб
Щит умовно поділено горизонтально на три частини. Нижня – відділена блакитною хвилею, що означає водоймища, на яких живуть сімейство жаб, адже саме від них походить назва села (герб є промовистим). У верхньому полі три золоті колоски з двома листочками, центральний стовп, два обабіч скошені до низу, правий у ліво, лівий – у право. По середині щита зображено три соснових дерева, центральне дерево посередині, два обабіч скошені догори, правий управо, лівий – уліво. Ці символи означають розташування села на межі поля та хвойного лісу.

### Прапор
Прямокутне полотнище складається з трьох частин. Верхня частина прапора зеленого кольору, на якому зображено три колоски, середня частина – жовтого кольору із зображенням трьох соснових дерев, нижня частина – блакитного кольору. Ці символи означають розташування села на межі поля та хвойного лісу.

## Історія
Перша згадка про село датована 1630 роком під назвою Zabince. Жабинці позначені на «Генеральній карті України», або ж «Загальному плані Диких Полів, простіше кажучи Україна, з незалежними провінціями» («Generalis Camporum Desertorum vulgo Ukraina. Cum adjacentibus Provinciis») французького інженера Гійома Боплана(був на службі у польського короля, будував фортифікаційні споруди) виданій у 1648 році у Данцигу. На ній село записане як Забенці (Zabince) та позначені на березі річки Говірки. Під такою назвою село фігурує і 1650 року. Село згадується часи Російської імперії як: Жабинцы (1800), Жабинцы Замиховские (1893).
У XX ст. село жило насиченим життям, перенесли: кілька революцій та Громадянську війну, дві Світових війни, колективізацію,Голодомор та інші події. У 1917—1921 роках Жабинці стали свідком Громадянської війни. Колективізація, як і в інших куточках України, супроводжувалася розкуркулюванням, голодом та застосуванням сили.
Трагічною сторінкою в історії села є Німецько-радянська війна. Жабинці були окуповані в липні 1941 року. Новий порядок, встановлений німецькими окупантами супроводжувався вивезенням частини працездатного населення для робіт до Німеччини та Австрії.Визволено село силами 183-ї стрілецької дивізії 38-ї армії 26 березня 1944 року близько 18.00, звільнення Жабинець та найближчих населених пунктів супроводжувалося потужними перестрілками між нацистами та червоноармійцями, про що свідчить доповідь заступника начальника штабу 38-ї армії генерал-майора Сосєдова. Командував 38-ю армією генерал-полковник Москаленко

## Адміністративна приналежність
З 1665 року Жабинці стають частиною Подільського воєводства.
Під час турецького панування (1672—1699) село входило до Подільського еялету Барського санджаку. З 1699 по 1772 рік Жабинці входили до складу Польщі, а з 1772 року стають частиною Російської імперії
У 1795—1797 роках Жабинці входили до Ушицького округу Подільського намісництва, а в 1797—1923 роках до Пилипковецької волості Ушицького повіту Подільської губернії.
12 квітня 1923 року старий адміністративний поділ змінився новим, так з'явився Новоушицький район Кам'янець-Подільського округу. А на початку 1932 року Україну було поділено на області. З 9 лютого 1932 року Жабинці відносились до Новоушицького району, Вінницької області.
4 лютого 1954 року Кам'янець-Подільську область перейменовано на Хмельницьку і з того часу Жабинці — частина Новоушицького району Хмельницької області(з 30 грудня 1962 року по 4 січня 1965 року частина Дунаєвецького району).
Після проведення адміністративної реформи з 20 серпня 2015 року Жабинці входять до Новоушицької селищної об'єднаної територіальної громади. 
До адміністративної реформи 19 липня 2020 року село належало до Новоушицького району, з 19 липня Жабинці увійшли до Кам'янець-Подільського району.. 

## Населення
Населення становить 473 осіб.

### Мова
У селі поширені західноподільська говірка та південноподільська говірка, що відносяться до подільського говору, який належить до південно-західного наріччя.
Розподіл населення за рідною мовою за даними перепису 2001 року:
| Мова       | Відсоток |
| ---------- | -------- |
| українська | 98,52%   |
| російська  | 1,27%    |
| гагаузька  | 0,21%    |

### Наукова література та матеріали
- Гульдман. В. Подільська губернія. — Кам'янець-Подільський. , 1889. – 548 с.
- Книга Пам'яті України. Хмельницька область: Історико-меморіальне багатотомне видання в 10 т. Т. 6. Летичівський, Новоушицький, Полонський р-ни. — Хмельницький: Поділля, 1996. — 720 стор.: іл.
- Торчинська Н. М., Торчинський М. М. Словник власних географічних назв Хмельницької області. – Хмельницький: Авіст, 2008. – 549 с.

### Топографічні карти
- Військова топографічна карта Російської імперії 1868 року [Архівовано 19 квітня 2016 у Wayback Machine.]
- «Генеральна карта України», або ж «Загальний план Диких Полів, простіше кажучи Україна, з незалежними провінціями» Гійома Боплана — Поділля [Архівовано 2 травня 2013 у Wayback Machine.].
- Австрійська топографічна карта 1890 р.
- Польська карта 1929 р [Архівовано 19 вересня 2016 у Wayback Machine.].